# ريفاز أرفيلادزه
ريفاز أرفيلادزه هو مدرب كرة قدم ولاعب كرة قدم جورجي في مركز الوسط، ولد في 15 سبتمبر 1969 في تبليسي في جورجيا. شارك مع منتخب جورجيا لكرة القدم. أما مع النوادي، فقد لعب مع تنس بوروسيا برلين وروت فايس أوبرهاوزن وكيه في ميخيلين ونادي دينامو تبليسي ونادي كولن ونادي ميتالورغي روستافي ونادي هامبورغ 08.

## وصلات خارجية
- ريفاز أرفيلادزه على موقع الاتحاد الدولي (مؤرشف)  (الإنجليزية)
- ريفاز أرفيلادزه على موقع قاعدة بيانات كرة القدم.إي يو (الإنجليزية)
- ريفاز أرفيلادزه على موقع بيانات كرة القدم. دي إي (الألمانية)
- ريفاز أرفيلادزه على موقع ناشيونال فوتبول تيمز (الإنجليزية)
- ريفاز أرفيلادزه على موقع Soccerway.com (الإنجليزية)